# Đivan
 Đivan  falu Horvátországban Zágráb megyében. Közigazgatásilag Vrbovechez tartozik.

## Fekvése
Zágrábtól 38 km-re, községközpontjától 3 km-re északkeletre a megye északkeleti részén fekszik. 

## Története
A települést nem említik a történeti források, de a hagyomány úgy tartja, hogy nevét az egykor itt élt Đivan nevű óriásról kapta. 
1857-ben 52, 1910-ben 78 lakosa volt. Trianonig Belovár-Kőrös vármegye Kőrösi járásához tartozott. A 20. század elején egy korábbi út menti feszület helyén kápolnát építettek, melyet 2008-ban újítottak meg. 2001-ben 44 lakosa volt. 

## Lakosság
| Lakosság változása | Lakosság változása | Lakosság változása | Lakosság változása | Lakosság változása | Lakosság változása | Lakosság változása | Lakosság változása | Lakosság változása | Lakosság változása | Lakosság változása | Lakosság változása | Lakosság változása | Lakosság változása | Lakosság változása |
| ------------------ | ------------------ | ------------------ | ------------------ | ------------------ | ------------------ | ------------------ | ------------------ | ------------------ | ------------------ | ------------------ | ------------------ | ------------------ | ------------------ | ------------------ |
| 1857               | 1869               | 1880               | 1890               | 1900               | 1910               | 1921               | 1931               | 1948               | 1953               | 1961               | 1971               | 1981               | 1991               | 2001               |
| 52                 | 57                 | 42                 | 52                 | 68                 | 78                 | 80                 | 63                 | 76                 | 77                 | 78                 | 73                 | 61                 | 54                 | 44                 |

## Nevezetességei
A falu Jézus Szíve kápolnája a 20. század elején épült, 2008-ban megújították. A falu szülötte, Ivan Šaško, a Zágrábi főegyházmegye segédpüspöke szentelte fel 2008. július 13-án.

## Külső hivatkozások
Vrbovec város hivatalos oldala